# Desa Singodutan
Desa Singodutan är en administrativ by i Indonesien.   Den ligger i provinsen Jawa Tengah, i den västra delen av landet, 500 km öster om huvudstaden Jakarta. Desa Singodutan ligger vid sjön Danau Tandon.